# Château-Rushen
Château-Rushen (Castle Rushen en anglais, Cashtal Rushen en mannois) est un château médiéval situé dans la ville de Castletown, dans le sud de l'île de Man.

## Historique
Le site du château est fortifié depuis au moins la période norroise de l'île, comme l'indiquent les Chroniques de Man qui, à l'année 1265 (f. 49 v.), se lisent ainsi : « En l'an de notre seigneur 1265, le 24 novembre, Magnus, fils d'Olaf, roi de Man & des îles, est mort à Château-Rushen & a été inhumé dans l'abbaye sainte Marie de Rushen. » Cette période marque entre autres la fin de la domination scandinave sur l'île de Man qui passe, dès l'année suivante, aux mains d'Alexandre III, roi d'Écosse. Le château de Rushen est donc de toute évidence un château scandinave, même si de nombreux aménagements sont postérieurs à cette époque et peuvent être datés pour la plupart du XIVe siècle.

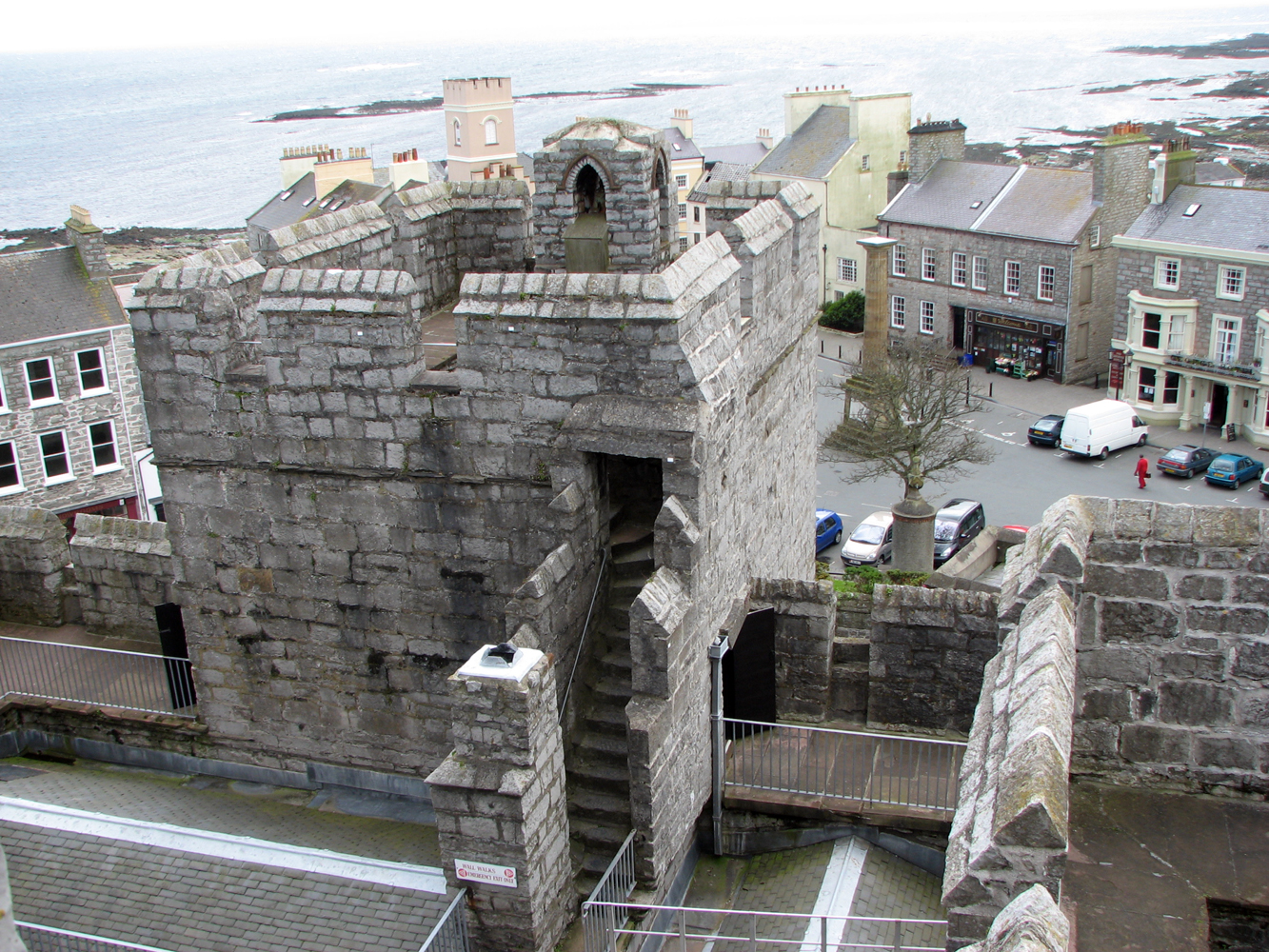
Tour du château.